# Boogie Down Productions
Boogie Down Productions war ein US-amerikanisches Hip-Hop-Duo aus der Frühzeit der Szene.

## Geschichte
1985 gründeten der obdachlose Lawrence „Krishna“ Parker (alias KRS-One) und der bereits als DJ tätige Sozialarbeiter Scott Sterling (DJ Scott LaRock) das Duo Boogie Down Crew. 1986 erschien die erste Veröffentlichung des mittlerweile in Boogie Down Productions umbenannten Duos, die Single Crack Attack. Kurz darauf erschien das Album, das B.D.P. als eine der führenden Hardcore-Rap-Bands etablierte und noch heute als Klassiker des Hardcore-Hip-Hop gilt: Criminal Minded.
Nachdem DJ Scott LaRock kurz nach der Veröffentlichung des Albums beim Versuch einen Streit zu schlichten erschossen wurde, schien das Projekt schon wieder am Ende zu sein. KRS-One hingegen entschied sich, B.D.P. mit seinem Bruder Kenny Parker als DJ weiterzuführen. In der Tat gelang ihnen bereits im Folgejahr 1988 mit By All Means Necessary ein qualitativ ebenbürtiges Album, welches inhaltlich zugleich eine Weiterentwicklung darstellte: Während sich die Texte bei Criminal Minded vorwiegend um das Leben in New York, Hip-Hop-Jams und Kriminalität drehten, änderte sich B.D.P. nach Scotts Tod radikal und wurde neben Public Enemy zur populärsten der Conscious-Rap-Gruppen, die sich mit sozialen und politischen Problemen beschäftigen.
1992, nach dem Erscheinen von Sex and Violence, entschied sich KRS-One als Solist weiterzuarbeiten und löste die Gruppe auf.

## Diskografie

### Alben
| Jahr | Titel                                  | Höchstplatzierung, Gesamtwochen, AuszeichnungChartplatzierungen (Jahr, Titel, Platzierungen, Wochen, Auszeichnungen, Anmerkungen) | Höchstplatzierung, Gesamtwochen, AuszeichnungChartplatzierungen (Jahr, Titel, Platzierungen, Wochen, Auszeichnungen, Anmerkungen) | Anmerkungen |
| Jahr | Titel                                  | UK | US | Anmerkungen |
| ---- | -------------------------------------- | --- | --- | ----------- |
| 1988 | By All Means Necessary                 | UK38 (3 Wo.)UK | US75 Gold · (23 Wo.)US |             |
| 1989 | Ghetto Music: The Blueprint of Hip Hop | UK32 (4 Wo.)UK | US38 Gold · (17 Wo.)US |             |
| 1990 | Edutainment                            | UK52 (2 Wo.)UK | US32 Gold · (16 Wo.)US |             |
| 1991 | Live Hardcore Worldwide                | — | US115 (7 Wo.)US |             |
| 1992 | Sex and Violence                       | — | US42 (9 Wo.)US |             |

Weitere Alben
- 1987: Criminal Minded

### Singles
| Jahr | Titel Album                                           | Höchstplatzierung, Gesamtwochen, AuszeichnungChartsChartplatzierungen (Jahr, Titel, Album, Platzierungen, Wochen, Auszeichnungen, Anmerkungen) | Anmerkungen |
| Jahr | Titel Album                                           | UK | Anmerkungen |
| ---- | ----------------------------------------------------- | --- | ----------- |
| 1988 | My Philosophy By All Means Necessary                  | UK69 (2 Wo.)UK |             |
| 1988 | Jack of Spades Ghetto Music: The Blueprint of Hip Hop | UK92 (1 Wo.)UK |             |
| 1989 | Why Is That Ghetto Music: The Blueprint of Hip Hop    | UK93 (1 Wo.)UK |             |

Weitere Singles
- 1986: Crack Attack